# Бибер (приток Дуная)
Бибер (нем. Biber, в верховье Biberbach) — река в Германии, протекает по земле Бавария, правый приток Дуная. Речной индекс 1156. Площадь бассейна реки составляет 113,60 км². Длина реки — 37,28 км. Высота истока 595 м. Высота устья 446 м.
Бибер берёт начало в окрестностях городка Унтеррота, в верховьях носит название Бибербах (Biberbach). Впадает в Дунай в окрестностях Нерзингена.